# America's Got Talent
 (janvier 2011).
Si vous disposez d'ouvrages ou d'articles de référence ou si vous connaissez des sites web de qualité traitant du thème abordé ici, merci de compléter l'article en donnant les références utiles à sa vérifiabilité et en les liant à la section « Notes et références ».
America's Got Talent (Du talent à revendre au Québec) est une émission de télé réalité américaine diffusée depuis le 21 juin 2006 sur le réseau NBC.
Au Québec, elle est doublée en français et diffusée depuis le 17 septembre 2006 sur le réseau TVA.

## Synopsis
L’émission s’organise en plusieurs mini-spectacles dévoilant le talent de chanteurs, danseurs, magiciens, comédiens et autres artistes amateurs de tout âge concourant pour le premier prix d’un million de dollars.

## Présentateurs et juges
| Saisons       | 1                | 2                | 3                | 4                | 5               | 6               | 7               | 8            | 9            | 10           | 11           | 12           | 13           | 14              | 15            | 16            | 17            | 18            | 19            | 20            |
| ------------- | ---------------- | ---------------- | ---------------- | ---------------- | --------------- | --------------- | --------------- | ------------ | ------------ | ------------ | ------------ | ------------ | ------------ | --------------- | ------------- | ------------- | ------------- | ------------- | ------------- | ------------- |
| Présentateurs | Regis Philbin    | Jerry Springer   | Jerry Springer   | Nick Cannon      | Nick Cannon     | Nick Cannon     | Nick Cannon     | Nick Cannon  | Nick Cannon  | Nick Cannon  | Nick Cannon  | Tyra Banks   | Tyra Banks   | Terry Crews     | Terry Crews   | Terry Crews   | Terry Crews   | Terry Crews   | Terry Crews   | Terry Crews   |
| Juges         | Brandy Norwood   | Sharon Osbourne  | Sharon Osbourne  | Sharon Osbourne  | Sharon Osbourne | Sharon Osbourne | Sharon Osbourne | Mel B        | Mel B        | Mel B        | Mel B        | Mel B        | Mel B        | Gabrielle Union | Sofía Vergara | Sofía Vergara | Sofía Vergara | Sofía Vergara | Sofía Vergara | Sofía Vergara |
| Juges         | David Hasselhoff | David Hasselhoff | David Hasselhoff | David Hasselhoff | Howie Mandel    | Howie Mandel    | Howie Mandel    | Howie Mandel | Howie Mandel | Howie Mandel | Howie Mandel | Howie Mandel | Howie Mandel | Howie Mandel    | Howie Mandel  | Howie Mandel  | Howie Mandel  | Howie Mandel  | Howie Mandel  | Howie Mandel  |
| Juges         | Piers Morgan     | Piers Morgan     | Piers Morgan     | Piers Morgan     | Piers Morgan    | Piers Morgan    | Howard Stern    | Howard Stern | Howard Stern | Howard Stern | Simon Cowell | Simon Cowell | Simon Cowell | Simon Cowell    | Simon Cowell  | Simon Cowell  | Simon Cowell  | Simon Cowell  | Simon Cowell  | Simon Cowell  |
| Juges         | NC               | NC               | NC               | NC               | NC              | NC              | NC              | Heidi Klum   | Heidi Klum   | Heidi Klum   | Heidi Klum   | Heidi Klum   | Heidi Klum   | Julianne Hough  | Heidi Klum    | Heidi Klum    | Heidi Klum    | Heidi Klum    | Heidi Klum    | Mel B         |

- Brandy, David Hasselhoff, Jerry Springer, Mel B ont tous participé à une saison de Dancing with the Stars. Julianne Hough y était danseuse professionnelle.
- Piers Morgan et Sharon Osbourne ont participé à une saison de Celebrity Apprentice. Tyra Banks y a participé en tant que jury.

## Palmarès
| Saison  | Première      | Finale            | Vainqueur                      | Deuxième               | Troisième                |
| ------- | ------------- | ----------------- | ------------------------------ | ---------------------- | ------------------------ |
| 1 (en)  | 21 juin 2006  | 17 août 2006      | Bianca Ryan                    | All That               | NC                       |
| 1 (en)  | 21 juin 2006  | 17 août 2006      | Bianca Ryan                    | The Millers            | NC                       |
| 2       | 5 juin 2007   | 21 août 2007      | Terry Fator (en)               | Cas Haley (en)         | Butterscotch (en)        |
| 3 (en)  | 17 juin 2008  | 1er octobre 2008  | Neal E. Boyd (en)              | Eli Mattson (pl)       | Nuttin' But Stringz (en) |
| 4 (en)  | 23 juin 2009  | 16 septembre 2009 | Kevin Skinner (en)             | Bárbara Padilla (en)   | Recycled Percussion (en) |
| 5 (en)  | 1er juin 2010 | 15 septembre 2010 | Michael Grimm (en)             | Jackie Evancho         | Fighting Gravity         |
| 6 (en)  | 31 mai 2011   | 14 septembre 2011 | Landau Eugene Murphy, Jr. (en) | Silhouettes            | Team iLuminate (en)      |
| 7 (en)  | 14 mai 2012   | 13 septembre 2012 | Olate Dogs (en)                | Tom Cotter (en)        | William Close            |
| 8 (en)  | 4 juin 2013   | 18 septembre 2013 | Kenichi Ebina (en)             | Taylor Williamson (en) | Jimmy Rose               |
| 9 (en)  | 27 mai 2014   | 17 septembre 2014 | Mat Franco (en)                | Emily West (en)        | AcroArmy                 |
| 10 (en) | 26 mai 2015   | 16 septembre 2015 | Paul Zerdin (en)               | Drew Lynch (en)        | Oz Pearlman (en)         |
| 11 (en) | 31 mai 2016   | 14 septembre 2016 | Grace VanderWaal               | The Clairvoyants       | Jon_Dorenbos (en)        |
| 12      | 30 mai 2017   | 20 septembre 2017 | Darci Lynne Farmer             | Angelica Hale          | Light Balance            |
| 13 (en) | 29 mai 2018   | 19 septembre 2018 | Shin Lim                       | Zurcaroh               | Brian King Joseph        |
| 14 (en) | 28 mai 2019   | 18 septembre 2019 | Kodi Lee                       | Detroit Youth Choir    | Ryan Niemiller           |
| 15 (en) | 26 mai 2020   | 23 septembre 2020 | Brandon Leake                  | Broken Roots           | Cristina Rae             |
| 16 (en) | 1er juin 2021 | 15 septembre 2021 | Dustin Tavella                 | Aidan Bryant           | Josh Blue                |
| 17 (en) | 31 mai 2022   | 14 septembre 2022 | Mayyas                         | Kristy Sellars         | Drake Milligan           |
| 18 (en) | 30 mai 2023   | 27 septembre 2023 | Adrian Stoica & Hurricane      | Anna DeGuzman          | Murmuration              |
| 19 (en) | 28 mai 2024   | 24 septembre 2024 | Richard Goodall                | Roni Sagi & Rhythm     | Sky Elements             |